# Pallacanestro Varese 1963-1964
Nel Campionato 1963-64 la Pallacanestro Varese si aggiudica il suo secondo scudetto.
Giovanni Borghi nomina Edoardo Bulgheroni, imprenditore varesino, padre di Antonio, presidente esecutivo della squadra. Alcuni giocatori, come Renato Padovan e Vinicio Nesti, approdano alla seconda squadra di Varese, la Robur et Fides Varese, mentre Franco Bertini e Paolo Conti vengono ceduti alla Gira Bologna.
Necessità di natura commerciale, legati all'attività della Ignis del presidente Borghi, conducono ad un accordo, siglato il 14 settembre 1963, in cui la Pallacanestro Varese si impegna a diventare società centrale del livello professionistico per la città di Varese, mentre l'intero settore giovanile, ad esclusione del Campionato Juniores curato da Nico Messina, cessa di esistere, passando sotto l'egida della "Robur et Fides".
Il campionato si conclude con 2209 punti all'attivo, 1825 subiti, miglior realizzatore Giovanni Gavagnin con 475 punti.

## Rosa 1963/64
- Andrea Bronzi
- Sauro Bufalini
- Antonio Bulgheroni
- Giambattista Cescutti
- Guido Carlo Gatti
- Giovanni Gavagnin
- Remo Maggetti
- Andrea Ravalico
- Valerio Vatteroni
- Massimo Villetti
  - Allenatore
- Vittorio Tracuzzi

## Statistiche
| COMPETIZIONE        | GIOCATE | VINTE | PERSE | F    | S    | PIAZZAMENTO |  |
| CAMPIONATO          | 26      | 24    | 2     | 2209 | 1825 | VINCITRICE  |  |
| TORNEI E AMICHEVOLI | 20      | 10    | 10    | 1538 | 1444 | -           |  |

## Fonti
- "Pallacanestro Varese 50 anni con voi" di Augusto Ossola
- "La Pallacanestro Varese" di Renato Tadini